# Chiara Ferrario
Chiara Ferrario (15 marzo 1995) è una calciatrice italiana, attaccante del Real Meda.